# Peridroma arenosoides
Peridroma arenosoides är en fjärilsart som beskrevs av Robert W. Poole. Peridroma arenosoides ingår i släktet Peridroma och familjen nattflyn. Inga underarter finns listade i Catalogue of Life.